# 0 A.D. (видео игра)
0 A.D. e стратегия в реално време с отворен код, разработвана от „Wildfire Games“. Тя е историческа игра, фокусираща се между периода 500 г. пр.н.е. и 500 г. Играта е мултиплатформена и може да се играе на Линукс, Мак и Уиндоус. Играта цели да е изцяло свободна и с отворен код, използвайки GPL 2+ лиценз за гейм енджина и CC-BY-SA за изкуството. Проектът за играта е от 2000 г., но действителна работа е започната през 2003 г. Няма официална дата за крайната версия.

## Геймплей
0 A.D. включва основните елементи на една стратегия в реално време като строене, трениране на войска, водене на войни и разучаване на технологии. Играта е ориентирана върху икономично разрастване и воюване. Включва голям набор от единици, специфични за всяка отделна цивилизация, както и сухоземни и военноморски единици.
Мултиплейър функционалността се осъществява чрез p2p връзка без централен сървър.

### Цивилизации
0 A.D. позволява на играча да контролира 12 цивилизации от Древността.
- Картагенците имат най-силната флота в играта, както и най-добрата търговия. Единиците включват боен слон и Свещен отряд. Повечето единици обаче се състоят от скъпи наемници.
- Двете келтски фракции са силни в ръкопашния бой. Те почти нямат флота и обсадни машини. Строят главно дървени постройки, които се изграждат бързо и са евтини, но много по-нездрави от каменните им алтернативи.
  - Британците използват бойни кучета и колесници по време на битка. Имат силни меле единици.
  - Галите притежават първата въртяща се мелница и притежават най-тежките пехотни и конни единици сред келтските цивилизации.
- Трите елинистични цивилизации делят редица общи характеристики като здрави сгради, мощни триреми, евтини технологии и формацията „фаланга“, която прави техните хоплити почти непобедими, когато са атакувани фронтално.
  - Атиняните притежават развита култура, показана чрез уникални структури като театъра и гимназиума. В допълнение, атинската флота е най-силната сред елинистичните цивилизации.
  - Македонците притежават разнообразна и добре развита военна част с уникалната формация „синтагма“ на нейните пехотинци. Нейните обсадни способности са значителни, включващи уникалната за тях обсадна кула, голяма, мобилна, дървена структура, позволяваща гарнизон на голям брой стрелци.
  - Спартанците нямат толкова голямо военно разнообразие, колкото другите елинистични цивилизации, но също могат да използват своите меле пехотинци, за да формират смъртоносната формация „фаланга“.
- Иберийската пехота е една от най-бързите в ходенето и стрелбата, особено Балеарийските прашкари. Част от техните стрелящи единици имат способността да изстрелват горящи снаряди. Толедската стомана им дава възможност за превъзходни метални оръжия.
- Маурийската империя в Индия няма обсадни оръжия, но разчита на 3 различни вида слонове, включително работния слон, който служи за мобилна платформа за разтоварване на ресурси и поправяне на сгради.
- Персийците са най-космополитната цивилизация, мобилизираща голямо разнообразие от военни единици от васалните си сатрапии. Тяхната пехота е слаба и зле екипирана, но може да бъде многобройна. Имат най-силната (но и най-скъпата) кавалерия в играта и са единствената цивилизация, включваща всички видове кавалерия, включително конни стрелци върху колесници с коси на колелетата. Техните сгради също са най-здравите в играта.
- Римляните могат да тренират най-силния мечоносец (хастатус), както и да разполагат с най-мощните обсадни машини. Друг бонус са обсадните стени.
- Птолемейците имат силни земеделски и военноморски способности. Това ги прави добри войни и добри съюзници.
- Селевкидите.